# Acacia praelongata
Acacia praelongata é uma espécie de leguminosa do gênero Acacia, pertencente à família Fabaceae.